# Szomolyai Kaptár-rét
Szomolyai Kaptár-rét este o arie protejată (arie specială de conservare — SAC, sit de importanță comunitară — SCI) din Ungaria întinsă pe o suprafață de 76,85 ha, integral pe uscat.

## Localizare
Centrul sitului Szomolyai Kaptár-rét este situat la coordonatele 47°52′55″N 20°28′34″E / 47.881944°N 20.476111°E.

## Înființare
Situl Szomolyai Kaptár-rét a fost declarat sit de importanță comunitară în mai 2004 pentru a proteja 2 specii de plante și 9 specii de animale. Situl a fost protejat și ca arie specială de conservare în februarie 2010.

## Biodiversitate
Situată în ecoregiunea panonică, aria protejată conține 6 habitate naturale: Pajiști stepice subpanonice, Tufărișuri subcontinentale peripanonice, Fânețe de joasă altitudine (Alopecurus pratensis, Sanguisorba officinalis), Păduri stepice euro-siberiene cu Quercus spp., Pajiști uscate seminaturale și facies de acoperire cu tufișuri pe substraturi calcaroase (Festuco-Brometalia) (* situri importante pentru orhidee), Păduri panonice-balcanice de stejar turcesc - stejar sesil.
La baza desemnării sitului se află mai multe specii protejate:
- plante (2): Echium russicum, Thlaspi jankae
- amfibieni (1): buhai de baltă cu burta roșie (Bombina bombina)
- mamifere (2): liliac cârn (Barbastella barbastellus), liliac comun (Myotis myotis)
- nevertebrate (6): croitorul mare al stejarului (Cerambyx cerdo), orthosia schmidtii (Dioszeghyana schmidtii), fluturele de noapte (Eriogaster catax), Hypodryas maturna, rădașcă (Lucanus cervus), fluturele purpuriu (Lycaena dispar)

Pe lângă speciile protejate, pe teritoriul sitului au mai fost identificate 4 specii de plante, 2 specii de nevertebrate, 2 specii de reptile.